# Ахашверош
Ахашверош (др.-евр. אחשוורוש‬; в Синодальном переводе Ассуир, от греч. Ασουηρος в Септуагинте, и Артаксеркс; в Вульгате лат. Assuerus) — один из персонажей Книги Эстер, представленный царём, но не совпадающий ни с одним историческим персидским или мидийским правителем. В некоторых переводах имя передано также как Ксеркс и Агасвер.

## Историчность
Относительно идентификации этого царя ведутся многочисленные дискуссии. Традиционно с ним отождествляются Ксеркс I либо Артаксеркс I. Кроме религиозных источников, подтверждения правления царя с таким именем не найдены.
Помимо Книги Эстер, это имя упоминается также в библейской Книге пророка Даниила (имя отца Дария Мидянина), Ездры (как современника событий, персидского царя, видимо, Ксеркса I) и неканонической книге Товита (как соратника Навуходоносора в разрушении Ниневии; возможно, подразумевается Киаксар).

## Толкование имени
По Фюрсту — «князь» и «глава», по Гезениусу — «лев» и «царь».

## Царские пиры
Артаксеркс (евр. Ахашверош), царствовавший над 127 областями от Индии до Ефиопии (Эсф. 1:1), на третьем году своего царствования в Сузах «сделал пир для всех князей своих и для служащих при нём, для главных начальников войска Персидского и Мидийского и для правителей областей своих» в течение 180-ти дней (1:2). После чего он устроил ещё «пир семидневный на садовом дворе» (1:5).

### Семь евнухов Ахашвероша
Семь евнухов Ахашвероша, которым царь велел доставить в 7-й день семидневного пира царицу Астинь (евр. Вашти), также устроившую пир для женщин в царском доме (Эсф. 1:3—10):
- Мегуман (Mehuman);
- Бизфа (Biztha; с персидского евнух);
- Харбона (Harbona; с перс. ослиный);
- Бигфа (Bigtha);
- Абагта (счастье);
- Зефар (Зетар; Zethar; звезда);
- Каркас (Carcas; орёл).

### Семь мудрецов Ахашвероша
Из-за отказа царицы Астинь (евр. Вашти) явиться, Артаксеркс впал в гнев и обратился к мудрецам, «знающим прежние времена», также именуемым князьями (Эсф. 1:5). Имена семи мудрецов:
- Каршена (Carshena; «тонкий», «стройный»[6]),
- Шефар (Shethar; «начальник», «повелитель»[7]),
- Адмафа (Admatha),
- Фарсис (евр. Таршиш[8]; Tarshish; серебро),
- Мерес (Meres; «достойный»[9]),
- Марсена (Marsena; «достойный»[10]),
- Мемухан[англ.] (Memucan).

В еврейской агадической литературе Мемухан, последний из семи князей, «которые могли видеть лицо царево» (1:14), отождествляется талмудистами с Аманом. Они толкуют имя «Мемухан» как «предназначенный для наказания». Именно Мемухан высказался за наказание царицы Астинь.